# 複数階級制覇
複数階級制覇（ふくすうかいきゅうせいは）とは、異なる複数の体重別階級に設定された王座を一個人選手が獲得することを指すスポーツ用語である。
主にボクシング分野で使用され、2階級で王座を獲得した場合は2階級制覇、3階級なら3階級制覇などと呼ばれる。
世界王座の場合、メジャー4団体（世界ボクシング協会（WBA）・世界ボクシング評議会（WBC）・国際ボクシング連盟（IBF）・世界ボクシング機構（WBO））の中でなら異なる団体でも成立するが、地域王座 (東洋太平洋ボクシング連盟（OPBF）など)や国内王座の場合は同一コミッションでなければ成立しないのが原則である。

## 世界王座における複数階級制覇
| 上から重い順、各重量範囲などはリンク先参照               |
| -------------------------------------------------------- |
| ヘビー級                                                 |
| ブリッジャー級/スーパークルーザー級                      |
| クルーザー級/ジュニアヘビー級                            |
| ライトヘビー級                                           |
| スーパーミドル級                                         |
| ミドル級                                                 |
| スーパーウェルター級/ジュニアミドル級/ライトミドル級     |
| ウェルター級                                             |
| スーパーライト級/ジュニアウェルター級/ライトウェルター級 |
| ライト級                                                 |
| スーパーフェザー級/ジュニアライト級                      |
| フェザー級                                               |
| スーパーバンタム級/ジュニアフェザー級/ライトフェザー級   |
| バンタム級                                               |
| スーパーフライ級/ジュニアバンタム級/ライトバンタム級     |
| フライ級                                                 |
| ライトフライ級/ジュニアフライ級                          |
| ミニマム級/ストロー級/ミニフライ級                       |
| アトム級/ライトミニマム級/ミニマム級/ストロー級/ミニ級   |

2019年2月現在、オスカー・デ・ラ・ホーヤとマニー・パッキャオの6階級 (パッキャオは権威のあるリングマガジン認定王座を含めて8階級のため海外では8階級制覇と紹介されることも多い。)が世界王座における最多記録である。これに5階級を制覇したトーマス・ハーンズ、シュガー・レイ・レナード、フロイド・メイウェザー・ジュニア、ホルヘ・アルセ、ノニト・ドネア 、4階級制覇のロベルト・デュラン、パーネル・ウィテカー、レオ・ガメス、ロイ・ジョーンズ・ジュニア、エリック・モラレス 、ファン・マヌエル・マルケス、ロバート・ゲレーロ、ミゲール・コット、エイドリアン・ブローナー、ローマン・ゴンサレス、ミゲル・アンヘル・ガルシア、ドニー・ニエテス、井岡一翔、サウル・アルバレス、レオ・サンタ・クルス、井上尚弥、田中恒成と続く。パッキャオの場合は獲得したフライ級からスーパーウェルター級までの6階級が連続した階級ではなく、飛び石の制覇により上下で10階級にわたる重量幅があることも評価を高める理由となっている。
日本ジム所属の世界王者では、前述の井岡、井上、田中の4階級制覇が最高で、亀田興毅、ホルヘ・リナレス、八重樫東、長谷川穂積、中谷潤人らが3階級制覇、2階級制覇のファイティング原田、柴田国明、井岡弘樹、畑山隆則、粟生隆寛、亀田大毅、京口紘人、寺地拳四朗、矢吹正道と合わせて17選手、暫定王座とあわせての2階級を制覇した戸高秀樹、亀田和毅を含めれば19選手が複数階級制覇を達成している。このうち、原田はまだ8階級しかなかった時代にフライ級とバンタム級を制覇している。また、八重樫東はWBA、WBC、IBF各団体の最上位の世界王座だけで3階級制覇を達成した、初の日本人王者である。長谷川の場合はバンタム級からフェザー級、亀田興毅はフライ級からバンタム級、八重樫はミニマム級からフライ級、井上はライトフライ級からスーパーフライ級という飛び級で王座を獲得している。
女子世界王座の最多記録はアマンダ・セラノの7階級で、メジャー団体限定では男女通じても最多である。これに5階級制覇の藤岡奈穂子、クラレッサ・シールズ、4階級制覇のアレハンドラ・オリベラス、アナイ・サンチェスが続く。このうち、シールズはスーパーウェルター級からスーパーミドル級までの3階級を制した後、ライトヘビー級とヘビー級を同時に制覇して5階級制覇を達成した。
JBCが公認する日本ジム所属の女子世界王者では前述の藤岡の5階級制覇が男女通じての最高で、これに2階級制覇の安藤麻里、小関桃、天海ツナミ、黒木優子と合わせて5選手が複数階級制覇を達成しており、このうち、天海はスーパーフライ級から後にライトフライ級を制し、さらにJBC非公認タイトルであるIFBAバンタム級も合わせて3階級を制している。また、藤岡はミニマム級からスーパーフライ級という飛び級で王座を獲得している。吉田実代はJBC時代にスーパーフライ級、ニューヨーク移住後にバンタム級をそれぞれ制して2階級制覇を達成している。風神ライカはJBCによる女子解禁前にライカの名でWIBA、IFBAを通じた3階級を制覇している。

### 複数階級制覇に成功した世界王者
WBA・WBC・IBF・WBO王座が対象。2階級制覇王者は多数存在するので省略。
※数字は達成順

#### 6階級制覇
|    | 達成者 (国籍)                   |   | 達成日時       |   | 制覇階級                             |
| 1. | オスカー・デ・ラ・ホーヤ (米国) | - | 2004年6月5日   | - | スーパーフェザー級からミドル級まで   |
| 2. | マニー・パッキャオ (フィリピン) | - | 2010年11月13日 | - | フライ級からスーパーウェルター級まで |

#### 5階級制覇
|    | 達成者 (国籍)                           |   | 達成日時       |   | 制覇階級                                       |
| 1. | トーマス・ハーンズ (米国)               | - | 1988年11月4日  | - | ウェルター級からライトヘビー級まで             |
| 2. | シュガー・レイ・レナード (米国)         | - | 1988年11月7日  | - | ウェルター級からライトヘビー級まで             |
| 3. | ※オスカー・デ・ラ・ホーヤ               | - | 2001年6月23日  | - |                                                |
| 4. | フロイド・メイウェザー・ジュニア (米国) | - | 2007年5月5日   | - | スーパーフェザー級からスーパーウェルター級まで |
| 5. | ※マニー・パッキャオ                     | - | 2009年11月14日 | - |                                                |
| 6. | ホルヘ・アルセ (メキシコ)               | - | 2011年11月26日 | - | ライトフライ級からスーパーバンタム級まで*1     |
| 7. | ノニト・ドネア (フィリピン)             | - | 2014年5月31日  | - | フライ級からフェザー級まで*2                   |

*1 - フライ級は暫定王座、正規王者はポンサクレック・ウォンジョンカム。
*2 - スーパーフライ級は暫定王座、スーパー王者がビック・ダルチニアン、正規王者が名城信男。

#### 4階級制覇
|     | 達成者 (国籍)                         |   | 達成日時                                  |   | 制覇階級                                                             |
| 1.  | ※トーマス・ハーンズ                   | - | 1987年10月29日                            | - |                                                                      |
| 2.  | ※シュガー・レイ・レナード             | - | 1988年11月7日                             | - | ※4階級と5階級を同時達成                                              |
| 3.  | ロベルト・デュラン (パナマ)           | - | 1989年2月24日                             | - | ライト級、ウェルター級からミドル級まで                               |
| 4.  | パーネル・ウィテカー (米国)           | - | 1995年3月4日                              | - | ライト級からスーパーウェルター級まで                                 |
| 5.  | ※オスカー・デ・ラ・ホーヤ             | - | 1997年4月12日                             | - |                                                                      |
| 6.  | レオ・ガメス (ベネズエラ)             | - | 1999年5月29日 (暫定) 2000年10月9日 (正規) | - | WBAのみ。ミニマム級からスーパーフライ級まで                          |
| 7.  | ロイ・ジョーンズ・ジュニア (米国)     | - | 2003年3月1日                              | - | ミドル級からライトヘビー級、ヘビー級まで                             |
| 8.  | ※フロイド・メイウェザー・ジュニア     | - | 2006年4月8日                              | - |                                                                      |
| 9.  | ※マニー・パッキャオ                   | - | 2008年6月28日                             | - |                                                                      |
| 10. | ※ホルヘ・アルセ                       | - | 2011年5月7日                              | - |                                                                      |
| 11. | エリック・モラレス (メキシコ)         | - | 2011年9月17日                             | - | スーパーバンタム級からスーパーフェザー級まで、およびスーパーライト級 |
| 12. | ※ノニト・ドネア                       | - | 2012年2月4日                              | - |                                                                      |
| 13. | ファン・マヌエル・マルケス (メキシコ) | - | 2012年4月14日                             | - | フェザー級からスーパーライト級まで                                   |
| 14. | ロバート・ゲレーロ (米国)             | - | 2012年7月28日                             | - | フェザー級からライト級まで、およびウェルター級*1                     |
| 15. | ミゲール・コット (プエルトリコ)       | - | 2014年6月7日                              | - | スーパーライト級からミドル級まで                                     |
| 16. | エイドリアン・ブローナー (米国)       | - | 2015年10月3日                             | - | スーパーフェザー級からウェルター級まで                               |
| 17. | ローマン・ゴンサレス (ニカラグア)     | - | 2016年9月10日                             | - | ミニマム級からスーパーフライ級まで                                   |
| 18. | ミゲル・アンヘル・ガルシア (米国)     | - | 2018年3月10日                             | - | フェザー級からスーパーライト級まで                                   |
| 19. | ドニー・ニエテス (フィリピン)         | - | 2018年12月31日                            | - | ミニマム級からスーパーフライ級まで                                   |
| 20. | 井岡一翔 (日本)                       | - | 2019年6月19日                             | - | ミニマム級からスーパーフライ級まで*2                                 |
| 21. | サウル・アルバレス (メキシコ)         | - | 2019年11月2日                             | - | スーパーウェルター級からライトヘビー級まで*3                         |
| 22. | レオ・サンタ・クルス (メキシコ)       | - | 2019年11月23日                            | - | バンタム級からスーパーフェザー級まで                                 |
| 23. | 井上尚弥 (日本)                       | - | 2023年7月25日                             | - | ライトフライ級、およびスーパーフライ級からスーパーバンタム級まで     |
| 24. | 田中恒成 (日本)                       | - | 2024年2月24日                             | - | WBOのみ。ミニマム級からスーパーフライ級まで                          |
| 25. | テレンス・クロフォード (米国)         | - | 2024年8月3日                              | - | ライト級からスーパーウェルター級まで                                 |

*1 - ライト級とウェルター級は暫定王座、ライト級ではWBAはスーパー王者がファン・マヌエル・マルケス、正規王者がブランドン・リオス。WBOは正規王者がファン・マヌエル・マルケス。ウェルター級では正規王者がフロイド・メイウェザー・ジュニア。
*2 - ミニマム級ではWBA・WBC統一王者となった。ライトフライ級ではスーパー王者ローマン・ゴンサレスと並立。フライ級ではスーパー王者ファン・フランシスコ・エストラーダと並立。
*3 - スーパーミドル級ではスーパー王者カラム・スミスと並立。(その後統一戦を行い、アルバレスが勝利)

#### 3階級制覇
|  | ボブ・フィッシモンズ (イギリス)           | - | 1903年11月                                | - | ミドル級、ライトヘビー級、ヘビー級                                                             |
|  | トニー・カンゾネリ (米国)                 | - | 1931年4月24日                             | - | フェザー級、ライト級、スーパーライト級                                                         |
|  | バーニー・ロス (米国)                     | - | 1934年5月28日                             | - | ライト級からウェルター級まで                                                                   |
|  | ヘンリー・アームストロング (米国)         | - | 1938年8月17日                             | - | フェザー級、ライト級、ウェルター級                                                             |
|  | ウィルフレド・ベニテス (プエルトリコ)     | - | 1981年5月23日                             | - | スーパーライト級からスーパーウェルター級                                                       |
|  | アレクシス・アルゲリョ (ニカラグア)       | - | 1981年6月20日                             | - | フェザー級からライト級まで                                                                     |
|  | ※ロベルト・デュラン                       | - | 1983年6月16日                             | - |                                                                                                |
|  | ウイルフレド・ゴメス (プエルトリコ)       | - | 1985年5月19日                             | - | スーパーバンタム級からスーパーフェザー級まで                                                   |
|  | ※トーマス・ハーンズ                       | - | 1987年3月7日                              | - |                                                                                                |
|  | ※シュガー・レイ・レナード                 | - | 1987年4月6日                              | - |                                                                                                |
|  | ジェフ・フェネック (オーストラリア)       | - | 1988年3月7日                              | - | バンタム級からフェザー級まで                                                                   |
|  | ヘクター・カマチョ (プエルトリコ)         | - | 1989年3月6日                              | - | スーパーフェザー級からスーパーライト級まで                                                     |
|  | フリオ・セサール・チャベス (メキシコ)     | - | 1989年5月13日                             | - | スーパーフェザー級からスーパーライト級まで                                                     |
|  | アイラン・バークレー (米国)               | - | 1992年3月20日                             | - | ミドル級からライトヘビー級まで                                                                 |
|  | デューク・マッケンジー (イギリス)         | - | 1992年10月15日                            | - | フライ級、バンタム級、スーパーバンタム級                                                       |
|  | マイク・マッカラム (ジャマイカ)           | - | 1993年3月4日                              | - | スーパーウェルター級、ミドル級、ライトヘビー級                                                 |
|  | ※パーネル・ウィテカー                     | - | 1993年3月6日                              | - |                                                                                                |
|  | ウィルフレド・バスケス (プエルトリコ)     | - | 1996年5月18日                             | - | WBAのみ。バンタム級からフェザー級まで                                                          |
|  | ※オスカー・デ・ラ・ホーヤ                 | - | 1996年6月7日                              | - |                                                                                                |
|  | ※ロイ・ジョーンズ・ジュニア               | - | 1996年11月22日                            | - |                                                                                                |
|  | ※レオ・ガメス                             | - | 1999年3月13日                             | - |                                                                                                |
|  | フェリックス・トリニダード (プエルトリコ) | - | 2001年5月12日                             | - | ウェルター級からミドル級まで                                                                   |
|  | ジョニー・タピア (米国)                   | - | 2002年4月27日                             | - | スーパーフライ級、バンタム級、フェザー級                                                       |
|  | ジェームズ・トニー (米国)                 | - | 2003年4月26日                             | - | IBFのみ。ミドル級、スーパーミドル級、クルーザー級                                              |
|  | ※エリック・モラレス                       | - | 2003年7月31日                             | - |                                                                                                |
|  | シェーン・モズリー (米国)                 | - | 2003年9月13日                             | - | ライト級、ウェルター級、スーパーウェルター級まで                                               |
|  | マルコ・アントニオ・バレラ (メキシコ)     | - | 2004年11月27日                            | - | スーパーバンタム級からスーパーフェザー級まで                                                   |
|  | ※フロイド・メイウェザー・ジュニア         | - | 2005年6月25日                             | - |                                                                                                |
|  | ※マニー・パッキャオ                       | - | 2005年9月10日                             | - |                                                                                                |
|  | ※ホルヘ・アルセ                           | - | 2008年9月15日                             | - |                                                                                                |
|  | ※ファン・マヌエル・マルケス               | - | 2009年2月28日                             | - |                                                                                                |
|  | フェルナンド・モンティエル (メキシコ)     | - | 2009年3月28日 (暫定) ※6月に正規王者に認定 | - | フライ級からバンタム級まで                                                                     |
|  | ウンベルト・ソト (メキシコ)               | - | 2010年3月13日                             | - | WBCのみ。フェザー級からライト級まで*1                                                          |
|  | ※ミゲール・コット                         | - | 2010年6月5日                              | - |                                                                                                |
|  | 亀田興毅 (日本)                           | - | 2010年12月26日                            | - | ライトフライ級、フライ級、バンタム級*2                                                         |
|  | ※ノニト・ドネア                           | - | 2011年2月19日                             | - |                                                                                                |
|  | ※ロバート・ゲレーロ                       | - | 2011年4月9日                              | - |                                                                                                |
|  | アブネル・マレス (メキシコ)               | - | 2013年5月4日                              | - | バンタム級からフェザー級まで                                                                   |
|  | ユリオルキス・ガンボア (キューバ)         | - | 2013年6月8日                              | - | WBAのみ。フェザー級からライト級まで*3                                                          |
|  | ※エイドリアン・ブローナー                 | - | 2013年6月22日                             | - |                                                                                                |
|  | ※ローマン・ゴンサレス                     | - | 2014年9月5日                              | - |                                                                                                |
|  | ホルヘ・リナレス (ベネズエラ)             | - | 2014年12月30日                            | - | フェザー級からライト級まで                                                                     |
|  | ※井岡一翔                                 | - | 2015年4月22日                             | - |                                                                                                |
|  | ※レオ・サンタ・クルス                     | - | 2015年8月29日                             | - |                                                                                                |
|  | 八重樫東 (日本)                           | - | 2015年12月29日                            | - | ミニマム級からフライ級まで 各団体の最上位の世界王座だけで3階級制覇を達成した、初の日本人王者。 |
|  | リッキー・バーンズ (イギリス)             | - | 2016年5月28日                             | - | スーパーフェザー級からスーパーライト級まで                                                     |
|  | 長谷川穂積 (日本)                         | - | 2016年9月16日                             | - | WBCのみ。バンタム級からフェザー級まで                                                          |
|  | ※ミゲル・アンヘル・ガルシア               | - | 2017年1月28日                             | - |                                                                                                |
|  | ※ドニー・ニエテス                         | - | 2017年4月29日                             | - | ミニマム級からフライ級まで                                                                     |
|  | ワシル・ロマチェンコ (ウクライナ)         | - | 2018年5月12日                             | - | フェザー級からライト級まで                                                                     |
|  | ※井上尚弥                                 | - | 2018年5月25日                             | - |                                                                                                |
|  | ※テレンス・クロフォード                   | - | 2018年6月9日                              | - |                                                                                                |
|  | ※田中恒成                                 | - | 2018年9月24日                             | - |                                                                                                |
|  | ※サウル・アルバレス                       | - | 2018年12月15日                            | - |                                                                                                |
|  | ジョンリル・カシメロ (フィリピン)         | - | 2019年4月20日                             | - | ライトフライ級からバンタム級まで*4                                                             |
|  | ジャーボンテイ・デービス (米国)           | - | 2021年6月28日                             | - | スーパーフェザー級からスーパーライト級まで*5                                                   |
|  | エマヌエル・ナバレッテ (メキシコ)         | - | 2023年2月3日                              | - | WBOのみ。スーパーバンタム級からスーパーフェザー級まで                                          |
|  | シャクール・スティーブンソン (アメリカ)   | - | 2023年11月16日                            | - | フェザーからライト級まで                                                                       |
|  | 中谷潤人 (日本)                           | - | 2024年2月24日                             | - | フライ級からバンタム級まで                                                                     |

*1 - フェザー級は暫定王座、正規王者が池仁珍、越本隆志。
*2 - バンタム級ではスーパー王者アンセルモ・モレノと並立。
*3 - 暫定王座のみ。フェザー級では暫定王者の時の正規王者がクリス・ジョン、正規王者昇格後は正規王者としてWBA・IBF統一王者としてスーパー王者クリス・ジョンと並立。スーパーフェザー級では正規王者が内山高志。ライト級では正規王者がリカルド・アブリル。
*4 - バンタム級は暫定王座、正規王者がゾラニ・テテ。(その後統一戦を行い、カシメロが勝利)
*5 - ライト級はスーパー王者テオフィモ・ロペス、スーパーライト級はジョシュ・テイラーとそれぞれ並立。

### 複数階級制覇に成功した世界王者（女子）

#### 7階級制覇
|    | 達成者 (国籍)                   |   | 達成日時      |   | 制覇階級                                 |
| 1. | アマンダ・セラノ (プエルトリコ) | - | 2019年1月18日 | - | スーパーフライ級からスーパーライト級まで |

#### 6階級制覇
|    | 達成者 (国籍)                    |   | 達成日時     |   | 制覇階級 |
| 1. | ※アマンダ・セラノ (プエルトリコ) | - | 2018年9月8日 | - |          |

#### 5階級制覇
|    | 達成者 (国籍)                    |   | 達成日時      |   | 制覇階級                                                   |
| 1. | ※アマンダ・セラノ (プエルトリコ) | - | 2017年4月22日 | - |                                                            |
| 2. | 藤岡奈穂子 (日本)                | - | 2017年12月1日 | - | ミニマム級からバンタム級まで                               |
| 3. | クラレッサ・シールズ (米国)      | - | 2024年7月27日 | - | スーパーウェルター級からライトヘビー級まで、およびヘビー級 |

#### 4階級制覇
|    | 達成者 (国籍)                           |   | 達成日時       |   | 制覇階級                                                   |
| 1. | アレハンドラ・オリベラス (アルゼンチン) | - | 2013年10月11日 | - | スーパーバンタム級、フェザー級、ライト級、スーパーライト級 |
| 2. | ※アマンダ・セラノ (プエルトリコ)        | - | 2016年10月18日 | - |                                                            |
| 3. | ※藤岡奈穂子 (日本)                      | - | 2017年3月13日  | - |                                                            |
| 4. | アナイ・サンチェス (アルゼンチン)       | - | 2018年4月20日  | - | フェザー級からスーパーライト級まで*1                       |

*1 - フェザー級は暫定王座、正規王者がエディス・マティセ。

#### 3階級制覇
|     | 達成者 (国籍)                             |   | 達成日時       |   | 制覇階級                                           |
| 1.  | ※アレハンドラ・オリベラス (アルゼンチン)  | - | 2012年1月5日   | - |                                                    |
| 2.  | カリーナ・モレノ (米国)                   | - | 2012年12月1日  | - | ミニマム級からフライ級まで*1                       |
| 3.  | ※アマンダ・セラノ (プエルトリコ)          | - | 2014年8月15日  | - |                                                    |
| 4.  | ※藤岡奈穂子 (日本)                        | - | 2015年10月19日 | - |                                                    |
| 5.  | ※アナイ・サンチェス (アルゼンチン)        | - | 2017年9月9日   | - |                                                    |
| 6.  | ダニエラ・ベルムデス (アルゼンチン)       | - | 2018年4月13日  | - | スーパーフライ級からスーパーバンタム級まで         |
| 7.  | イベス・サモラ (メキシコ)                 | - | 2018年5月26日  | - | ミニマム級からフライ級まで*2                       |
| 8.  | ※クラレッサ・シールズ(米国)               | - | 2020年1月10日  |   |                                                    |
| 9.  | ハンナ・ガブリエル (コスタリカ)           | - | 2021年4月17日  | - | ウェルター級、スーパーウェルター級、ヘビー級*3     |
| 10. | セニエサ・エストラーダ (米国)             | - | 2021年7月9日   | - | ミニマム級からフライ級まで*4                       |
| 11. | サブリナ・マリベル・ペレス (アルゼンチン) | - | 2022年3月19日  | - | バンタム級からフェザー級まで*5                     |
| 12. | ヨカスタ・バジェ (コスタリカ)             | - | 2022年11月26日 | - | アトム級からライトフライ級まで                     |
| 13. | ミカエラ・メイヤー (米国)                 | - | 2024年9月27日  | - | スーパーフェザー級、ライト級、ウェルター級*6       |
| 14. | テリー・ハーパー (イングランド)           | - | 2024年9月28日  | - | スーパーフェザー級、スーパーウェルター級、ライト級 |

*1 - ライトフライ級は暫定王座、正規王者が崔恩順、サムソン・ソー・シリポン。
*2 - ミニマム級は暫定王座、正規王者が多田悦子。
*3 - WBCはヘビー級、WBAはライトヘビー級と階級名が異なるが、当時はともに168ポンド以上上限なしの最重量階級であった。
*4 - フライ級は暫定王座、正規王者が藤岡奈穂子。
*5 - フェザー級は暫定王座、正規王者がアマンダ・セラノ。
*6 - ライト級は暫定王座、正規王者がケイティー・テイラー。

## 東洋太平洋王座における複数階級制覇
OPBF東洋太平洋王座の最多記録は3階級であり、クレイジー・キム、ランディ・スイコ、野中悠樹の3人が達成している。
2024年4月現在、日本のジムに所属しながら東洋太平洋王座を2階級制覇した王者には、前述のキムと野中の他に大川寛、沼田義明、南久雄、渡辺雄二、飛天かずひこ、ロリー松下、長嶋建吾、佐々木基樹、柴田明雄、井上拓真、中嶋一輝の11選手がいる。このうち、大川は1960年6月30日の2階級制覇達成の時点で日本とOPBFをあわせての3階級制覇を初めて達成した王者であり、それ以前に日本フェザー級王座を6度防衛していた。沼田は獲得した2階級のうちスーパーフェザー級王座を3度防衛した。また、キムは2003年7月15日にスーパーウェルター級王座を獲得し、スーパーウェルター級王座を3度防衛後の2007年7月24日にはライトヘビー級王座を獲得し2階級制覇を達成、2007年11月20日には暫定ながらスーパーミドル級王座を獲得し史上初のOPBF3階級制覇を達成した。ABCOでも2005年10月20日にスーパーウェルター級王座を獲得し、2007年11月20日にスーパーミドル級王座を獲得し2階級制覇を達成している。尚、スーパーウェルター級王座は6度防衛した日本王座を合わせると日本・OPBF・ABCOの3冠となり、スーパーミドル級王座もOPBF・ABCOの2冠を記録した。松下はバンタム級王座を4度防衛後、これを返上して臨んだ世界挑戦に失敗したが、復帰初戦でスーパーバンタム級王座を獲得し2階級制覇を達成した。長嶋はOPBF東洋太平洋スーパーフェザー級王座を3度防衛後に日本王座を2階級制覇、このうちライト級王座を3度防衛した後にOPBFで2つ目の階級を獲得し、初の両団体2階級制覇王者となった。柴田はスーパーウェルター級で日本王座とOPBF王座を獲得後、初防衛戦で敗れ日本王座とOPBF王座から陥落したが、日本王座に返り咲いた後にOPBF東洋太平洋ミドル級王座に日本スーパーウェルター級王者のまま挑戦し、OPBF2階級制覇を達成した。2014年3月1日には日本・OPBFミドル級王座統一戦を制し日本王座でも2階級制覇を達成した。
OPBF女子王座の最多記録も3階級で、三好喜美佳のみが達成している。三好は2013年2月27日にバンタム級王座を獲得し、バンタム級王座から陥落後の2016年3月6日にスーパーフェザー級王座を獲得、2016年6月7日にはフェザー級の初代王座決定戦を制し女子初のOPBF3階級制覇を達成した。女子では他に菊池真琴がバンタム級とスーパーバンタム級の2階級制覇を達成している。

## 日本王座における複数階級制覇
2017年2月現在、湯場忠志の5階級制覇が最高記録で、続いて3階級制覇を果たした王者には、五代登、前田宏行、中川大資の3選手がいる。
五代はまず田中敏之の名で1982年11月8日にフェザー級、田中健友の名で1986年2月25日にスーパーフェザー級、そして五代登の名で1989年2月13日にライト級の日本王座を獲得した。最初の階級を獲得してから3つ目の階級を獲得するまでに要した期間は約6年3か月だった。前田は1994年10月1日にライト級、2000年4月2日にスーパーライト級、2003年12月20日にウェルター級暫定、2004年4月17日にウェルター級正規の日本王座を獲得している。3つ目の階級を獲得するまでには約9年6か月を要したが、スーパーライト級王座は4度の防衛に成功した。湯場は2000年10月16日にライト級暫定、2000年11月27日にライト級正規、2002年3月23日にスーパーライト級、2005年1月16日にウェルター級の日本王座を獲得し、最初の正規王座獲得から約4年2か月を要して史上3人目の3階級制覇を達成、そして2012年2月4日にミドル級の日本王座獲得し史上初の4階級制覇を達成、更に2013年8月12日にスーパーウェルター級の日本王座獲得し、自身の持つ日本王座複数階級制覇の記録を更新する5階級制覇を達成した。中川は2009年2月9日にウェルター級、2012年2月4日にスーパーウェルター級、2013年8月3日にミドル級の日本王座を獲得し史上4人目の3階級制覇を達成した。なお、ウェルター級王座は3度の防衛に成功している。3つ目の階級を獲得するまでに要した期間は約4年6か月だった。
2階級を制覇した王者は、花田陽一郎、白井義男、辰巳八郎、椎名勇夫、大貫照雄、大川寛、ジョージ・カーター、東海林博、タートル岡部、牛若丸原田、マサ伊藤、柴田賢治、ダイナマイト松尾、亀田昭雄、穂積秀一、友成光、尾崎富士雄、無限川坂、杉本光一、田端信之、高橋ナオト、細野雄一、リック吉村、ビニー・マーチン、瀬川設男、吉野弘幸、横山啓介、木村登勇、長嶋建吾、柴田明雄、黒田雅之、坂晃典の32選手である。このうち、辰巳はミドル級王座を同級最多の13度、吉村はライト級王座を同級最多の22度、吉野はウェルター級王座を同級最多の14度、木村はスーパーライト級王座を同級最多の13度防衛した。
女子のJBC公認前に存在したJWBCでは、マーベラス森本、アンリ、藤本りえの3選手が2階級を制した。このうち藤本はフライ級とバンタム級で2階級制覇を達成し、JBC公認後もOPBF女子東洋太平洋スーパーフライ級王座の獲得に成功、JWBC・OPBF合わせて3階級を制覇したことになる。なお、JBC公認の女子日本王座を複数階級制覇した者は2024年4月時点でまだいない。

## ボクシング以外の分野
ウィレム・ルスカは1972年ミュンヘンオリンピックの柔道競技で無差別級・93kg超級の二階級制覇を達成した。一度のオリンピックで二階級の金メダルを獲得したのは柔道ではルスカ以外例がない (無差別級そのものが1984年ロサンゼルスオリンピックを最後に廃止されている)。
プロレスではダニー・ホッジ・藤波辰爾など多くのレスラーがヘビー級とジュニアヘビー級など複数の階級で王座を獲得しているが、同じ団体の同じ認定組織の王座の例ではプロレスリング・ノアで丸藤正道・杉浦貴などがGHCジュニアヘビー級王座とGHCヘビー級王座の二階級制覇を達成している。なお、ノア創立者の三沢光晴も全日本プロレス時代にNWAインターナショナル・ジュニアヘビー級王座・三冠ヘビー級王座の二階級制覇を達成している (ただしジュニア王座は二代目タイガーマスクとしての獲得)。また、管理運営は異なるが、同じ認定団体が認定する王座として、佐山聡がメキシコでNWA世界ミドル級王座に、日本でNWA世界ジュニアヘビー級王座に就き (ジュニア王座は初代タイガーマスクとしての獲得)、二階級制覇を達成している。